# Rolf Palm (Kaufmann)
Rolf Palm (* 9. September 1914 in Heilbronn; † 19. Dezember 1996) war Textileinzelhändler in Heilbronn. Er gehörte verschiedenen Berufsverbänden an und war ab 1967 Vizepräsident der IHK Heilbronn-Franken.

## Werdegang
Palm, geschäftsführender Gesellschafter des Textilhandelsunternehmens Eugen Palm GmbH & Co. KG in Heilbronn, war von 1948 bis 1977 im Vorstand der Berufsorganisation des Textileinzelhandels in Südwest-Deutschland, ab 1959 im geschäftsführenden Vorstand. Von 1949 bis 1976 war er Mitglied des Kuratoriums der Lehranstalt des Deutschen Textileinzelhandels in Hohenstein, später in Nagold, von 1951 bis 1954 war er außerdem Vorsitzender, bis 1962 stellvertretender Vorsitzender der Heilbronner Werbegemeinschaft. Von 1953 bis 1962 gehörte Palm, der Vorsitzender des FDP/DVP-Stadtverbands Heilbronn war, dem Gemeinderat der Stadt Heilbronn an. Ab 1954 gehörte er dem Aufsichtsrat der ARNO Arbeits- und Einkaufsgemeinschaft in- und ausländischer Textilfachgeschäfte an und hatte turnusgemäß auch mehrmals dessen Vorsitz. Ab 1967 war er Vizepräsident der IHK Heilbronn. Er wurde 1976 mit der Goldenen BTE-Ehrennadel und 1979 mit dem Bundesverdienstkreuz am Bande ausgezeichnet, außerdem wurde er 1983 zum Ehrenpräsident der IHK ernannt und erhielt die Goldene Münze der Stadt Heilbronn. Im Ruhestand war er ab 1984 im Bürgerkomitee für die Begegnung mit ehemaligen jüdischen Mitbürgern tätig und initiierte das Ehrenmal auf dem Jüdischen Friedhof. Für die Stadt Heilbronn überarbeitete er außerdem 1994 deren Gedenkbuch für die Toten des Zweiten Weltkriegs.